# 1947–1948-as magyar női röplabdabajnokság
Az 1947–1948-as magyar női röplabdabajnokság a második magyar női röplabdabajnokság volt. A bajnokságban tizenkét csapat indult el, a csapatok két kört játszottak.
A bajnokság végeredménye semmilyen forrásban nincs meg. Juni György A magyar röplabdázás 50 éve könyvében a három érmes: 1. Columbia SE, 2. Ganz TE, 3. Polgári Sör (ez az egyetlen év, ahol a könyv csak az első három helyezettet sorolja fel, egyébként az első hatot). A magyar sport az eredmények tükrében 1953, és A magyar sport kézikönyve könyvekben is a Columbia SE van jelölve bajnoknak.
A Népsport 1948.05.30-i számában ez az utolsó közölt állás (zárójelben a lejátszott meccsek): 1. Ganz TE 24 (13), 2. Molnár-Moser SE 20 (13), 3. Elektromos MSE 20 (14), 4. Columbia SE 18 (12), 5. Hapoel MSE 12 (12), 6. TFSE 10 (12), 7. VKM Rákóczi SE 8 (10), 8. Partizán SC 8 (14), 9. Ganz Villamossági SK 6 (10), 10. Kispesti AC 4 (10), 11. MTK 0 pont (12 meccs), MADISZ OK visszalépett. Bár itt még a Columbia csak a 4. helyen állt 6 pont hátránnyal, de mivel sok mérkőzés volt hátra, megnyerhette volna a bajnokságot. Viszont a Népsport 1948.07.25-i számában megjelent hír szerint lejátszották a bajnokság utolsó meccsét is, melyen kikapott a bajnok: Elektromos-Ganz TE 2:0. Ez a hír alapján a Ganz TE lenne a bajnok. A Polgári Sör ebben az évben a másodosztályban szerepelt, tehát biztos nem lehetett harmadik.
Mivel nincs hiteles végeredmény, bajnoknak a minden forrásban így jelölt Columbia SE tekintendő.